# Avalon Village
Avalon Village es un área no incorporada ubicada en el condado de Los Ángeles en el estado estadounidense de California.

## Geografía
Avalon Village se encuentra ubicada en las coordenadas 33°48′46″N 118°15′50″O / 33.81278, -118.26389.